# Stratégie nationale pour la bioéconomie
La « stratégie pour la bioéconomie » ou stratégie française Bioéconomie est pour la France le « cadre de la bioéconomie », cohérent avec les ressources de notre territoire et ses besoins « en évitant toute surexploitation ». 
Présentée et validée en Conseil des ministres le 18 janvier 2017, c'est l'une des trois stratégies françaises découlant notamment de l'application de la Loi sur la transition énergétique du 17 août 2015 (LTECV) avec la stratégie nationale de mobilisation de la biomasse (SNMB) et la stratégie nationale bas carbone (SNBC). Avec la SNMB, elle doit renforcer dans ce pays les activités économiques exploitant les bioressources et en particulier la matière organique vivante (biomasse) ou morte (nécromasse) provenant de la flore, faune ou fonge terrestres ou aquatique. 
Elles considèrent que - dans certaines limites (celles de la surexploitation de certaines ressources notamment)-  de la matière organique exploitable peut être produite en continu grâce à la photosynthèse, en remplacement - pour tout ou partie - des ressources fossiles (tourbe, charbon, gaz et pétrole). 

Cela fait de la bioéconomie un pilier de l'économie verte et bas-carbone, c'est-à-dire une économie respectueuse de l'environnement et qui utilise de façon plus efficiente les ressources naturelles). 
Visant le « passage d'une économie fondée sur les ressources fossiles à une économie fondée sur la biomasse », elle encourage la « bioéconomie », qui regroupe - au sens de cette stratégie - les services, procédés et produits d'origine biologique, au bénéfice de secteurs tels que l’agroalimentaire, la « chimie du végétal », les « produits biosourcés » ou encore la valorisation bois énergie (bois issu de la biomasse forestière notamment). Elle s'inscrit aussi dans le cadre d'une économie plus circulaire et plus soutenable à même de mieux recycler et valoriser les déchets organiques et sous-produits organiques issus de ces filières (selon le principe de l'économie circulaire). Les avantages espérés sont à la fois sociaux, économiques, sanitaires et environnementaux et de bien-être. 
À la croisée d'autres activités et de nouveaux usages et débouchés pour les secteurs primaires, elle a donc une dimension interministérielle et transversale ; elle doit être élaborée sous l'égide des « ministres chargés de l'agriculture, de la forêt, de l’environnement, de l’énergie, de la mer, de la construction et de l’industrie ».
Les schémas régionaux biomasse devront en tenir compte (selon le projet de décret ministériel qui précise la définition de cette stratégie). 

## Histoire, calendrier et périmètre géographique
La rédaction de cette stratégie a été lancée en 2015, précédant celle de la stratégie nationale de mobilisation de la biomasse pour un objectif de finalisation annoncé  à horizon horizon mi-2016  qui devra s'y référer.
Contexte : cette stratégie s'inscrit 
- dans la suite de travaux d'économistes et de penseurs ayant théorisé le concept de bioéconomie ;
- dans le cadre d'approches mondiales de promotion d'une économie plus soutenable, et notamment dans la suite des grandes conférences internationales sur l'environnement et le climat (depuis Rio en juin 1992) ; 
L'OCDE a ainsi produit en 2009 un document de 367 pages intitulé « La bioéconomie à l’horizon 2030. Quel programme d’action ? »[5], très axé sur les  biotechnologies, de nouveaux modèles économiques et la propriété intellectuelle dans le domaine de la santé publique et de l’industrie. Ce document inclut un travail de prospective à horizon 2015-2030 ;
- En Europe, en 2010, l'idée d’une stratégie européenne est fortement poussée par les représentants de l’industrie des biotechnologies[6]. 
En 2012, la Commission lance sa stratégie bioéconomie, avec notamment un partenariat public-privé dénommé « bio-based industry »[7] doté d’un milliard d'euros [8] et un « Observatoire de la bioéconomie » (à la suite d'une note stratégique sur la bioéconomie du 13 mars 2012, intitulée « L’innovation au service d’une croissance durable : une bioéconomie pour l’Europe », insérée dans le cadre dit de l’économie verte et des stratégies et législations européennes sur le climat et l'énergie [9],[10],[11].). 
En 2016, une consultation est lancée sur le Défi sociétal 2[12] qui vise « un approvisionnement suffisant en aliments et autres produits biologiques sûrs, sains et de haute qualité, en développant des systèmes de production primaire durables et économes en ressources, en favorisant les services écosystémiques connexes et la préservation de la diversité biologique, avec des chaînes d'approvisionnement, de transformation et de commercialisation compétitives et sobres en carbone », pour « accélérer la transition vers une bioéconomie européenne durable, en comblant le fossé entre les technologies émergentes et leur mise en œuvre » ;

- En France, dans la continuité de travaux académiques[13],[14] et de documents tels que les schémas de services collectifs de l'énergie et des Schémas régionaux climat air énergie (initiés par le Grenelle Environnement puis des SRADDETs et de leur volet biomasse (en construction) et d’outils financiers et stratégiques, tels que plan d’investissement d’avenir, FUI, plan industriel chimie verte et biocarburants, Innovation 2030 pour la chimie et les protéines végétales .
- Depuis plusieurs décennies, plusieurs domaines ont bénéficié d’aides et de déductions fiscales, dont en particulier Le secteur des biocarburants, des biocarburants et de la bioraffinerie [15]

- le Plan  « investissements d'avenir »  a apporté plus de 250 millions d’euros de 2010 à 2015  pour soutenir des projets du champ de la bioéconomie :
- En 2015, l'INRA a organisé un colloque « Bioéconomie 2020 2015 » visant à préparer la stratégie nationale pour la bioéconomie [16] ;
- Un rapport parlementaire (2016) de l'OPECST parle de transition vers une Bioéconomie ;
- un lien existe (via les enjeux énergétiques) avec la programmation pluriannuelle de l'énergie les horizons énergétiques plus lointains mentionnés à l’article L. 100-4 du Code de l'énergie.

## Enjeux
Parmi les enjeux affichés figurent :
- la santé publique, via une alimentation plus saine et la sécurité alimentaire d’une population mondiale et nationale dont la démographie continue à croître. La bioéconomie peut notamment augmenter la part des protéines végétales, fongiques ou algo-bactériennes dans l'alimentation humaine et animale ;
- la transition énergétique vers l’après-pétrole et une économie décarbonée[17]
- le développement de l’emploi vert, local et non délocalisable. ce secteur présente, selon l’industrie, des bénéfices environnementaux (moindres émissions de gaz carbonique) et sociétaux, avec notamment l'espoir de passer de 23 000 emplois directs en France à 42 000 emplois en 2020) mais aussi technologiques (exemple : plastiques et carburants biosourcés) [18]. Selon le ministère de l'Agriculture, en termes d'emploie vers 2015, près de 1,9 million de personnes étaient « engagées » directement dans les activités de la bioéconomie et 80% du territoire était concerné.
- des enjeux éthiques sont soulignés par certains auteurs ; enjeux qui sont ceux des biotechnologies (avec le risques d’appropriation du vivant et de la diversité génétique) mais aussi du risque de marchandisation du génome humain ou des produits de source humaine (sang, organes, sperme, lait maternel, cellules souches…) [19],[20] et le risque de dérives du concept d’Homme augmenté[21].

## Objectifs et orientations
Dans l'acception française et de la stratégie, cette dernière est au service d’une  « économie de la biomasse » s'inscrivant dans une perspective de croissance économique (d'autre proposent de l’inscrire dans une approche de « décroissance soutenable »,). 
Cette biomasse est d'abord agricole, forestière et marine, mais elle intègre aussi les « résidus de production et coproduits de transformation » et le biodéchets (déchets organiques ménagers et industriels) » .
La stratégie est un document national programmatique (d'orientation, de recommandations et de planification) d'actions nationales visant un développement équilibré et cohérent de filières coexistantes (et parfois concurrentes, notamment entre usages alimentaires et non alimentaires des sols et de la biomasse) de production et de valorisation énergétique de la biomasse.
Selon le projet en cours (printemps 2016), il s'agit notamment de 
- développer les ressources en biomasse ;
- mieux mobiliser et valoriser cette ressource (sans la surexploiter) ;
- approvisionner les installations de production d'énergie (bois-énergie, méthanisation, carbonisation hydrothermale...) ;
- améliorer la connaissance des gisements ;
- développer ses usages non-alimentaires ;

... « dans le respect de l'environnement, en permettant une bonne articulation des usages, et en contribuant à l’atténuation du changement climatique ».
Selon Stéphane Le Foll (alors ministre chargé de la stratégie), la stratégie a deux priorités :
1. mobilisation accrue et durable de la biomasse, qui préserve les écosystèmes producteurs de matière première (respect de la biodiversité, des paysages, du taux de matière organique des sols),
2. optimisation de l’utilisation de la biomasse ainsi produite pour garantir la capacité à répondre à des besoins alimentaires et non alimentaires.

## Contenu
Il a été décidé que son plan d'action (2018-2020) se concentrera en 2018 sur la « partie non alimentaire de la bioéconomie » sans porter sur la valorisation alimentaire de la biomasse, ni sur ce qui relève de l'économie circulaire (valorisation des biodéchets), car ces sujets sont déjà traités par d'autres politiques ou stratégies. Ce plan d'action repose sur 5 axes :
1. améliorer la connaissance ;
2. promouvoir la bioéconomie et ses produits auprès du grand public ;
3. créer les conditions d'une rencontre de l'oﬀre et de la demande ;
4. produire, mobiliser et transformer durablement des bioressources ;
5. lever les freins et mobiliser les ﬁnancements.

## Liens avec d'autres stratégies, plans ou programme
Cette stratégie doit être développée en cohérence avec d'autres stratégies nationales liées aux bioressources, à leur mobilisation, leur utilisation et partageant les mêmes enjeux environnementaux et notamment avec :
- le Plan protéines végétales,
- le projet agroécologique pour la France,
- la stratégie nationale bas carbone,
- la stratégie nationale de mobilisation de la biomasse
- les schémas régionaux biomasse,
- la feuille de route pour l'économie circulaire,
- la stratégie nationale pour la biodiversité,
- la programmation pluriannuelle de l'énergie,
- le programme « 4 pour 1000 »,
- le programme national de la forêt et du bois,
- la convention sur la diversité biologique,
- la stratégie nationale pour la mer et le littoral...

## Modalités de mise en œuvre
Un Comité stratégique bioéconomie est mis en place, sous l'égide du ministère de l'agriculture. Il doit :
1. « décliner la stratégie en actions concrètes » ;
2. « contribuer à l'actualisation de la stratégie bioéconomie européenne » ;
3. « appuyer les démarches territoriales engagées en faveur de la bioéconomie ».

La loi LTECV demande que cette stratégie prenne en compte plusieurs documents relatifs à la filière bois :
- le volet forestier du Programme National de la Forêt et du Bois (PNFB) (prévu par la LAAF, et qui devrait être publié - après évaluation environnementale et enquête publique - vers la mi-2016), sachant que les objectifs de récolte du PNFB sont de 12 Mm3/an en 2026 ;
- les Plans Régionaux de la Forêt et du Bois (PRFB) (aussi prévus par la LAAF, et devant décliner en région le PNFB dans les deux ans suivant la publication du décret adoptant le PNFB (avec lequel ils devront être cohérents) ;
- le contrat stratégique de filière signé[28] en 2014 pour 3 ans (et sans doute renouvelable), visant une complémentarité des usages (matériaux et énergétiques) du bois ;
- le rapport de la mission Innovation 2025 (qui devrait produire en avril 2016 une « feuille de route de développement de la compétitivité de la filière », susceptible d'être soutenue par le PIA3.

Le législateur demande aussi une cohérence entre le Stratégie nationale pour la bio-économie (en préparation pilotée par le MAAF au moment du vote de la loi et :
- Le Plan national d'adaptation au changement climatique (PNACC) ;
- La Stratégie nationale de transition vers l'économie circulaire [30] ;
- Le Plan national de prévention des déchets (notamment pour son volet matériau bois et pour coordonner « la gestion des déchets de bois et des produits dérivés du bois » et favorise sa réutilisation « sous forme de matières premières» ; ce plan doit être juridiquement « pris en compte »  par les Schémas régionaux biomasse. Il doit reprendre le Plan déchets bois du Comité Stratégique de la Filière Bois[31] prévu pour la fin 2016[32] ;
- La Stratégie Nationale pour la Biodiversité ;
- La Stratégie Nationale de Transition Écologique vers un Développement Durable.

## Parties prenantes
Les principaux acteurs sont : 
1. Les exploitants directs des ressources naturelles animales, végétales, fongiques et bactériennes qui sont principalement l'agriculture, la sylviculture, l'aquaculture et la pêche[8].  .
2. Les exploitants secondaires de ressources agricoles et halieutiques : le secteur agroalimentaire de la transformation[8] ;
3. Le secteur des produits biosourcé (matériaux de construction, chimie verte) [8];
4. Le secteur de la valorisation non-énergétique des déchets organiques (compostage, valorisation d’effluents en fertilisants, etc. [8]
5. Les bioénergies qui exploitent l'énergie stockée de la biomasse (biocarburant, agrocarburant, méthanisation, combustion…)[8] ;

## Évaluation
État initial 2016 : 
- En 2012, la Commission Européenne (CE) a évalué son chiffre d’affaires à environ « 2.000 milliards d’euros » pour plus de 22 millions d’emplois (9 % de l’emploi en Europe) [18].
- En 2016 en France  près de 2 millions de personnes vivent directement de la bioéconomie, sur environ 80 % du territoire[4].

Évaluations  futures 
- La stratégie fixera des conditions de suivi et d'évaluation des orientations et recommandations envisagées (comme cela est aussi prévu pour la stratégie biomasse[25].

### Documents ministériels sur la Stratégie nationale pour la bioéconomie
- La stratégie nationale bioéconomie : remettre la photosynthèse au cœur de notre économie, communiqué de presse, du 18 janvier 2017 relatif à la présentation en Conseil des ministres d'une communication relative à la stratégie nationale bioéconomie (PDF, 2 pages, 102.95 Ko)
- Synthèse de la stratégie bioéconomie pour la France (PDF, 8pages, 2.89 Mo)
- A bioeconomy strategy for France (en) (PDF, 2.84 Mo)